# منتخب النرويج لكرة القدم الشاطئية
منتخب النرويج لكرة القدم الشاطئية هو ممثل النرويج الرسمي في المنافسات الدولية في كرة قدم شاطئية
، يديريه اتحاد النرويج لكرة القدم.